# Métro de Tcheliabinsk
Le métro de Tcheliabinsk est un projet abandonné de métro dans la ville russe de Tcheliabinsk. Les réflexions sur la construction remontent aux années 1960. Accusant de nombreux retards à la suite de problèmes de financement, en grande partie liés à la crise économique de 1998, la construction n'a effectivement recommencée qu'en 2004 pour une décision d'ouverture en 2014, mais reportée en 2018, puis arrêtée après la construction de seulement deux stations.
Le métro de Tcheliabinsk est, avec celui de Krasnoïarsk (en) et celui d'Omsk, l'un des trois métros en Russie dont la construction fut commencée, mais s'arrêta dans les années 2010 faute de moyens financiers. 

## Projet de construction

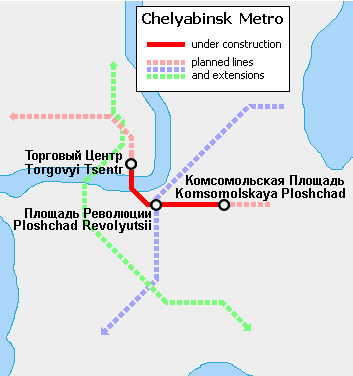
Le réseau tel qu'il était prévu.

Le plan prévoyait l'ouverture de quatre stations ainsi que le dépôt pour 2014, puis 2018. Les quatre stations auraient été :
1. Komsomolskaïa plochtchad (Place des Komsomol)
2. Plochtchad revoloutsii (Place de la révolution)
3. Torgovyi tsentr (Centre des affaires)
4. Prospekt Pobedy (Avenue de la Victoire)

La longueur totale des tunnels aurait été de 5,7 km, auxquels se serait ajoutée une voie pour le dépôt d'un kilomètre. Par la suite, cette ligne se serait poursuivie vers l'est, en direction de l'Usine de tracteurs de Tcheliabinsk et aurait continuer à l'ouest sur encore trois stations. La construction a été arrêtée.

## Financement
En mars 1998, quelques mois avant la crise financière russe, Piotr Soumine, alors gouverneur de l'oblast de Tcheliabinsk acclamait le métro comme étant le plus grand projet de la région. La crise économique a donc changé la donne.
Plusieurs entreprises de BTP, en retard sur leurs impôts ont proposé aux autorités de s'en acquitter par la construction du métro, en lieu et place de payement. Conjointement, le projet a été financé par l'état russe, l'oblast de Tcheliabinsk et la ville, à hauteur de 40 millions de dollars US par an.

## Critiques
Le projet, qui aurait dû être mené à terme dans le début des années 2000, a pris un retard considérable faute de financement. De ce fait, pendant toutes ces années, la morphologie urbaine de Tcheliabinsk a évolué, conjointement aux centralités et au trafic automobile, rendant le réseau planifié partiellement inadapté. Des projets alternatifs (tram-train, tramway) sont proposés.